# كلوروفينول

2-كلوروفينول

كلوروفينول Chlorophenol من المركبات التي تنتج من كلورة الفينول. الكلوروفينولات هي حموض ضعيفة
الكلوروفينولات، هي مجموعة من، المركبات العضوية السامة وهي حمضية ضعيفة الفعالية عديمة اللون بها ذرة واحدة أو أكثر من ذرات الهيدروجين التي ترتبط بحلقة البنزين من الفينول وقد حلت محلها ذرات الكلور. 2-كلوروفينول هو سائلا عند درجة حرارة الغرفة، ولكن كل الكلوروفينولات الأخرى مواد صلبة.
تيترا كلوروفينول هي مبيدات حشرية ومبيدات للجراثيم وتستخدم كمادة حافظة للمطاط، والخشب، والجلود.
من الكلوروفينولات خماسي كلور الفينول هو مركب كلوريد عضوي يستعمل مبيداً للآفات ومعقماً. منذ أن بدأ إنتاجه في الثلاثينات، رُوج وسُوق نحت تسميات تجارية عديدة. خماسي الكلوروفينول (PCP) هو مطهر للفطريات، وحافظ فعاله جدا للخشب. ومع ذلك، فإن وكالة حماية البيئة في الولايات المتحدة لديها الأنظمة التي تقتضي أن تطبق فقط من قبل أفراد مدربين ومعتمدين.
وتقوم معظم تطبيقات الكلور فينيل على سميتها: فهي تستخدم ومركباتها المصنعة منها للسيطرة على البكتيريا والفطريات والحشرات والأعشاب الضارة. يتم تصنيع العديد من أعضاء المجموعة من خلال معالجة الكلور بالفينول.

## الإستخدامات
و لها عدة استخدامات بما في ذلك المطهرات والمعقمات و المبيدات الحشرية ومبيدات الأعشاب و حافظات الخشب وأيضا تدخل في مجال صناعة الأصباغ . كما يمكن لهذه المواد أن تنتج مبلمرات مكثفة من نوع باكيليت عند تفاعلها مع الميثانال .

وتستخدم الكلوروفينولات فيها دباغة الجلود والتشطيب. يتم استخدام الكلوروفينولات الأحادية كوسائط اصطناعية للأصباغ والفينولات المكلورة.
بسبب خصائصها انه واسعة الطيف المضاد للميكروبات، استخدمت الكلوروفينولات كعوامل حافظة في الدهانات، والألياف النباتية والجلود وبوصفها مطهرات.

## الآثار الصحية
الطرق المحتملة لتعرض الإنسان للكلور والاستنشاق، الابتلاع، العيون وملامسة الجلد. أبخرة الكلوروفينولات هي مهيجات للعين والجهاز التنفسي .